# Ptilophora brunnea
Ptilophora brunnea är en fjärilsart som beskrevs av Lenz. 1925. Ptilophora brunnea ingår i släktet Ptilophora och familjen tandspinnare. Inga underarter finns listade.